# Afrika (film)
Pour les articles homonymes, voir Afrika.
Pour plus de détails, voir Fiche technique et Distribution.
Afrika est un film dramatique érotique italien réalisé par Alberto Cavallone et sorti en 1973.

## Synopsis
Philippe, un artiste excentrique, est déchiré entre l'amour de sa femme et sa passion pour un jeune Éthiopien. Pour assouvir ses fantasmes, le peintre propose au jeune homme de travailler pour lui en Europe. Mais la relation entre les deux est loin d'être facile.

## Fiche technique
- Titre original italien : Afrika[1]
- Réalisation : Alberto Cavallone
- Scénario : Alberto Cavallone
- Photographie : Maurizio Centini
- Montage : Anita Cacciolati
- Musique : Franco Potenza (it)
- Décors : Barbara Vittoria Guidotti
- Production : Aldo Addobbati
- Société de production : Castle Film
- Pays de production :  Italie
- Langue originale : italien
- Format : couleur par Telecolor - Son mono - 35 mm
- Genre : Drame érotique
- Durée : 94 minutes
- Dates de sortie : 
  - Italie : 15 décembre 1973

## Distribution
- Ivano Staccioli : Philippe Stone
- Maria Pia Luzi (sous le nom de « Jane Avril ») : Jeanne
- Kara Donati : Shirley
- Andrea Traglia : Frank
- Debebe Eshetu : Inspecteur

## Production
Le film est principalement tourné en Éthiopie.
Il présente quelques séquences documentaires, axées sur les coutumes et les traditions locales, ainsi que des vues panoramiques de l'endroit.
En ce qui concerne le scénario du film, le réalisateur a déclaré dans une interview : « Je voulais parler de l'Afrique et de l'homosexualité. Ce qui m'intéressait, c'était d'explorer le problème, d'essayer de faire comprendre ce type de relation, qui était alors considéré comme tabou ».
Cavallone raconte avoir été emprisonné, à plusieurs reprises, avec son cadreur, lors du tournage en Éthiopie.

### Accueil critique
Paolo Mereghetti, dans son dictionnaire du même nom, affirme que Cavallone aborde « des thèmes peu communs pour l'époque, avec une perspective inhabituelle ».